# 3807 Pagels
3807 Pagels је астероид главног астероидног појаса са средњом удаљеношћу од Сунца која износи 2,253 астрономских јединица (АЈ).
Апсолутна магнитуда астероида је 13,3.